# 15 Aquilae
Désignations
15 Aquilae (en abrégé 15 Aql), également désignée h Aquilae, est une étoile géante de la constellation de l'Aigle, située à ∼ 289 a.l. (∼ 88,6 pc) de la Terre.